# Microcoelia bulbocalcarata
Microcoelia bulbocalcarata är en orkidéart som beskrevs av Lars Jonsson. Microcoelia bulbocalcarata ingår i släktet Microcoelia och familjen orkidéer. Inga underarter finns listade i Catalogue of Life.